# Павлов (Белокалитвинский район)
Па́влов — хутор в Белокалитвинском районе Ростовской области.
Входит в состав Нижнепоповского сельского поселения.

## География
Хутор Павлов находится на правом берегу реки Быстрая. Ближайшая железнодорожная станция Жирнов находится приблизительно в 10 км.

## История
Хутор Павлов в начале XX века расположился на землях мелкопоместного дворянина. От фамилии землевладельца и произошло название хутора — Павлов. После событий 1917 года этот населённый пункт значительно вырос за счёт переселенцев из соседнего хутора Бирюковский. В основном это были выходцы из южных и восточных районов Украины (Малороссии). Самые распространённые фамилии того времени в Павлове: Ткаченко, Чумаченко, Устенко, Фоменко, Лысенко, Кравченко. Они органично вписались в семьи Грязновых, Ждановых, Ганиных — которые считались старожилами. Были и «пришлые», которые создали в Павлове крепкие, дружные семьи: в начале XX века — Рыльские, в 1950-е годы — Фёдоровы и Тищенко, в 1960-е — Панковы, Колосовы, Прословы, Колотневы, Задерий. 
В период коллективизации жители хутора создали колхоз «Спартак». Это было успешное хозяйство, которое твёрдо стояло на ногах. В годы Великой Отечественной войны в Павлове фашистскими карателями были казнены мирные жители призывного возраста, обвинённые в связях с партизанами. Они похоронены на высоком правом берегу реки Быстрая в двух братских могилах (на месте ныне не существующего хутора Бирюковский). Воинов Красной Армии, погибших в январе-феврале 1943 года, хоронили на низком левом берегу в окопах, вырытых вдоль реки. Братской могилы там нет. В центре хутора, на малом кладбище, есть одиночные захоронения воинов умерших от ран. 
В 1950-е годы произошло слияние колхоза «Спартак» и соседнего более крупного хозяйства — колхоза «Победа». Хутор Павлов и соседний с ним хутор Муравейник стали второй бригадой колхоза «Победа».

## Население
| 1989 | 2002 | 2010 |
| ---- | ---- | ---- |
| 65   | ↗72  | ↘24  |